# Uwe Witt (Fußballspieler)
Uwe Witt (* 25. Januar 1939 in Brunsbüttel; † 22. Mai 2025 in Berlin) war ein deutscher Fußballspieler. Der Abwehrspieler debütierte 1968 in der Bundesliga.

## Vereinsspieler

### Jugend, Amateur, Oberliga und Regionalliga, bis 1968
In der Jugend spielte Witt beim TSV Brunsbüttelkoog. Er nahm mit der DFB-Jugendnationalmannschaft 1957 in Spanien am UEFA-Juniorenturnier teil und kam am 18. April in Madrid beim Spiel gegen Spanien als linker Außenläufer zum Einsatz.
Mit 18 Jahren wechselte er dann für zwei Jahre zu den Amateuren des Hamburger SV. Mit HSV-Kollege Gert Dörfel und Jürgen Kurbjuhn (Buxtehuder SV) gewann er durch einen 4:1-Erfolg gegen die Auswahl von Hessen 1959 mit der Hamburger Auswahl den Länderpokal des DFB.
Von 1959 bis 1961 absolvierte er in der Fußball-Oberliga Nord zuerst für den Ortsrivalen Concordia Hamburg 46 Ligaspiele mit vier Toren, ehe er dann bis 1963 beim FC St. Pauli weitere 46 Oberligaeinsätze mit drei Toren folgen ließ. Bei Concordia debütierte der vormalige HSV-Amateur am 1. November 1959 beim Heimspiel gegen Werder Bremen in der Fußball-Oberliga Nord. In der ersten Saison kam er auf 19 Einsätze und zwei Tore, er wurde zumeist auf halblinks eingesetzt. Die Routiniers waren bei „Cordi“ Günter Woitas und Günter Schlegel, Torhüter Holger Obermann kam nur in fünf Spielen zum Einsatz. Im zweiten Jahr bei Concordia gehörte der jetzt als linker Außenläufer aktive Witt mit 27 Ligaeinsätzen und wiederum zwei Treffern zur festen Stammbesetzung. In den zwei letzten Runden der alten erstklassigen Oberliga Nord, 1961/62 und 1962/63, erlebte er bei St. Pauli an der Seite von den Mitspielern Rolf Bergeest, Horst Haecks, Peter Osterhoff und Ingo Porges die Spiele aus der Warte der oberen Tabellenhälfte. Im ersten Jahr am Millerntor kam St. Pauli auf den vierten und 1963 auf den sechsten Rang. Da St. Pauli auch nicht für die neu installierte Bundesliga nominiert worden war, zog es ihn 1963/64 zum SV Arminia Hannover in die ebenfalls neu geschaffene Fußball-Regionalliga Nord. Im ersten Jahr belegte er mit den „Blauen“ den dritten Rang, St. Pauli feierte die Meisterschaft und Vizemeister und Stadtrivale Hannover 96 stieg in die Bundesliga auf. Trotzdem war das Abschneiden der Arminia ein Erfolg und das Zusammenspiel mit Lothar Ulsaß, Gerhard Elfert und Helmut Kafka eine weitere Erfahrung in seiner persönlichen Weiterentwicklung als Leistungsfußballer. In der zweiten Runde, 1964/65, belegte er mit Arminia den vierten Rang. Nach 61 Regionalligaeinsätzen mit sieben Toren wechselte er 1965 zu Holstein Kiel. Beim Meister des Jahres 1965 reichte es zwei Mal zu dritten Rängen, aber trotz der Mitspieler Peter Ehlers, Franz-Josef Hönig, Gerd Koll, Gerd Saborowski und Günter Tams wiederum nicht zum Bundesligaaufstieg. In den zwei Kieler Regionalligarunden kamen weitere 60 Spiele mit zwei Toren hinzu.
Nach seinem Engagement in Kiel wechselte Witt 1967 für 40.000 DM zu Hertha BSC und schaffte dort gleich in seiner ersten Saison 1967/68 zusammen mit Hans-Joachim Altendorff, Volkmar Groß, Werner Ipta, Dieter Krafczyk, Rudolf Kröner und Tasso Wild den Bundesligaaufstieg.

### Bundesliga, 1968 bis 1972
In seiner ersten Bundesligarunde, 1968/69, absolvierte er für Hertha BSC unter Trainer Helmut Kronsbein, wie auch die Mitspieler Franz Brungs und Arno Steffenhagen, alle 34 Ligaspiele. In den folgenden zwei Runden – 1969/70 mit Wolfgang Gayer, Lorenz Horr; 1970/71 mit László Gergely, Zoltán Varga – kam Witt mit der Hertha jeweils auf den dritten Rang und qualifizierte sich damit für die Spiele um den UEFA-Cup.
Neben 123 Spielen in der Bundesliga bestritt er 16 Spiele im UEFA-Cup. Witt war in den internationalen Spielen gegen B 01 Nyköbing, Spartak Trnava, Elfsborg Boras und gegen das mit internationalen Größen wie Angelo Anquilletti, Fabio Cudicini, Pierino Prati, Gianni Rivera und Karl-Heinz Schnellinger versehene AC Mailand im Einsatz.
Im Zuge des Bundesliga-Skandals wurde er 1972 gesperrt, zahlte seine Strafe aber nicht.

## Auswahlspieler
Neben seinem einzigen Länderspiel für die DFB-Jugendauswahl „A“ am 18. April 1957 in Madrid beim 1:1-Unentschieden gegen die Auswahl Spaniens im Rahmen des UEFA-Juniorenturniers, bestritt er zwischen 1962 und 1966 acht Spiele für die NFV-Auswahl. Nach seinem Wechsel zu Hertha trat er zweimal für die Auswahl Berlins an.

## Sonstiges
1970 machte Witt Schlagzeilen mit der auf Frauenfußball bezogenen Aussage „Wenn meine Frau spielt: Scheidung!“ (Bild, 4. November 1970).
Witt lebte in Spanien und arbeitete in der Immobilienbranche.